# Hoploscopa
Hoploscopa é um gênero de mariposa pertencente à família Crambidae.